# Prêmio William F. Meggers
O Prêmio William F. Meggers (em inglês:  William F. Meggers Award) da Optical Society é concedido anualmente desde 1970 para trabalhos em espectroscopia. É denominado em memória do físico William Frederick Meggers (1888–1966), que trabalhou a partir de 1914 no National Bureau of Standards nas áreas de espectroscopia e metrologia.
Dos recipientes desde prêmio receberam o Prêmio Nobel David Wineland, Steven Chu e Theodor Hänsch.

## Recipientes
- 1970 George Russell Harrison
- 1972 Allen Shenstone
- 1973 Curtis J. Humphreys
- 1974 Harry L. Welsh
- 1975 Emmett Leith
- 1976 Jean Blaise, W. R. S. Garton
- 1977 Frank S. Tomkins, Mark S. Fred
- 1978 Robert P. Madden
- 1979 não concedido
- 1980 John G. Conway
- 1981 Bors P. Stoicheff
- 1982 George W. Series
- 1983 William C. Martin
- 1984 Robert D. Cowan
- 1985 Theodor Hänsch
- 1986 Alexander Dalgarno
- 1987 Hans Rudolf Griem
- 1988 Carl W. Lineberger
- 1989 Ugo Fano
- 1990 David Wineland
- 1991 Daniel Kleppner
- 1992 Joseph Reader
- 1993 Terry A. Miller
- 1994 Steven Chu
- 1995 Robert N.Compton
- 1996 Robert Warren Field
- 1997 Takeshi Oka
- 1998 William C. Stwalley
- 1999 David John Nesbitt
- 2000 Roger E. Miller
- 2001 Frank De Lucia
- 2002 James Bergquist
- 2003 Daniel Richard Grischkowsky
- 2004 Brian John Orr
- 2005 Daniel Neumark
- 2006 Jun Ye
- 2007 Pierre Agostini
- 2008 Michael S. Feld
- 2009 Leo Hollber
- 2010 Frédéric Merkt
- 2011 Steven T. Cundiff
- 2012 Xi-Cheng Zhang
- 2013 Louis Franklin DiMauro
- 2014 François Biraben
- 2015 Paul Julienne
- 2016 Brooks Pate
- 2017 Shaul Mukamel
- 2018 Warren Sloan Warren
- 2019 Michael D. Morse